# Abner González
Abner González Rivera (Moca, 9 de octubre de 2000) es un ciclista profesional puertorriqueño de ruta. Desde el año 2025 forma parte del equipo español Caja Rural-Seguros RGA de categoría UCI ProTeam.

## Palmarés
2019
- Campeonato de Puerto Rico en Ruta
- Campeonato de Puerto Rico en Ruta sub-23

2020
- Clásica Ciudad de Torredonjimeno

2021
- Campeonato de Puerto Rico Contrarreloj
- Campeonato de Puerto Rico en Ruta

2022
- 2.º en el Campeonato de Puerto Rico Contrarreloj
- Campeonato de Puerto Rico en Ruta

2024
- 1 etapa de la Vuelta a Portugal

2025
- Campeonato de Puerto Rico en Ruta
- 2.º en el Campeonato de Puerto Rico Contrarreloj

## Equipos
- Inteja Imca-Ridea DCT (2019)[1]
- Telco'm - On Clima - Osés (2020)
- Movistar Team[2] (2021-2023)
- Efapel Cycling (2024)
- Caja Rural-Seguros RGA (2025-)